# República Turca de Xipre del Nord
La República Turca de Xipre del Nord (RTXN) (en turc: Kuzey Kıbrıs Türk Cumhuriyeti, KKTC) és un estat titella de Turquia proclamat el 15 de novembre de 1983 després de l'ocupació del terç nord de l'illa per Turquia després del cop d'estat de Xipre de 1974. L'RTXN té una població d'uns 210.000 habitants, la majoria dels quals són de parla turca. L'RTXN té com a capital la ciutat de Nicòsia, concretament el nord, ja que també està dividida.
L'RTXN només és reconeguda pel govern de Turquia. La resta de governs i les Nacions Unides reconeixen la sobirania de la República de Xipre sobre tota l'illa, i consideren la part nord ocupada militarment per Turquia. Pakistan i Bangladesh havien declarat el seu reconeixement inicial de Xipre del Nord com a estat sobirà poc després de la seva declaració d'independència, però es van retractar per pressions dels Estats Units després que les Nacions Unides ho consideressin il·legal. L'Organització de la Conferència Islàmica reconeix l'RTXN com a estat constituent sota el nom d'Estat Turc Xipriota.
Els intents d’arribar a una solució a la disputa de Xipre han fracassat. L'exèrcit turc manté una gran força al nord de Xipre. Tot i que la seva presència té el suport i aprovació del govern de l'RTXN, la República de Xipre, la Unió Europea en el seu conjunt i la comunitat internacional la consideren una força d’ocupació, i la seva presència ha estat denunciada en diverses resolucions del Consell de Seguretat de les Nacions Unides. L'ONU va proposar un pla de reunificació que es va sotmetre a referèndum el 24 d'abril de 2004. El 65% de la població de l'RTXN hi va donar suport. Per contra, va ser rebutjat per la població de la República de Xipre. Si el pla hagués estat acceptat per ambdues comunitats, Xipre hauria entrat com a estat unificat a la Unió Europea l'1 de maig del mateix any.

## Origen

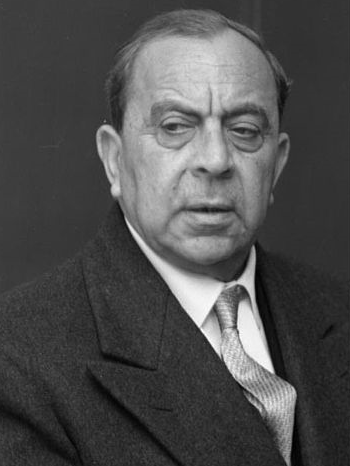
Fazıl Küçük, exlíder turcoxipriota i exvicepresident de Xipre

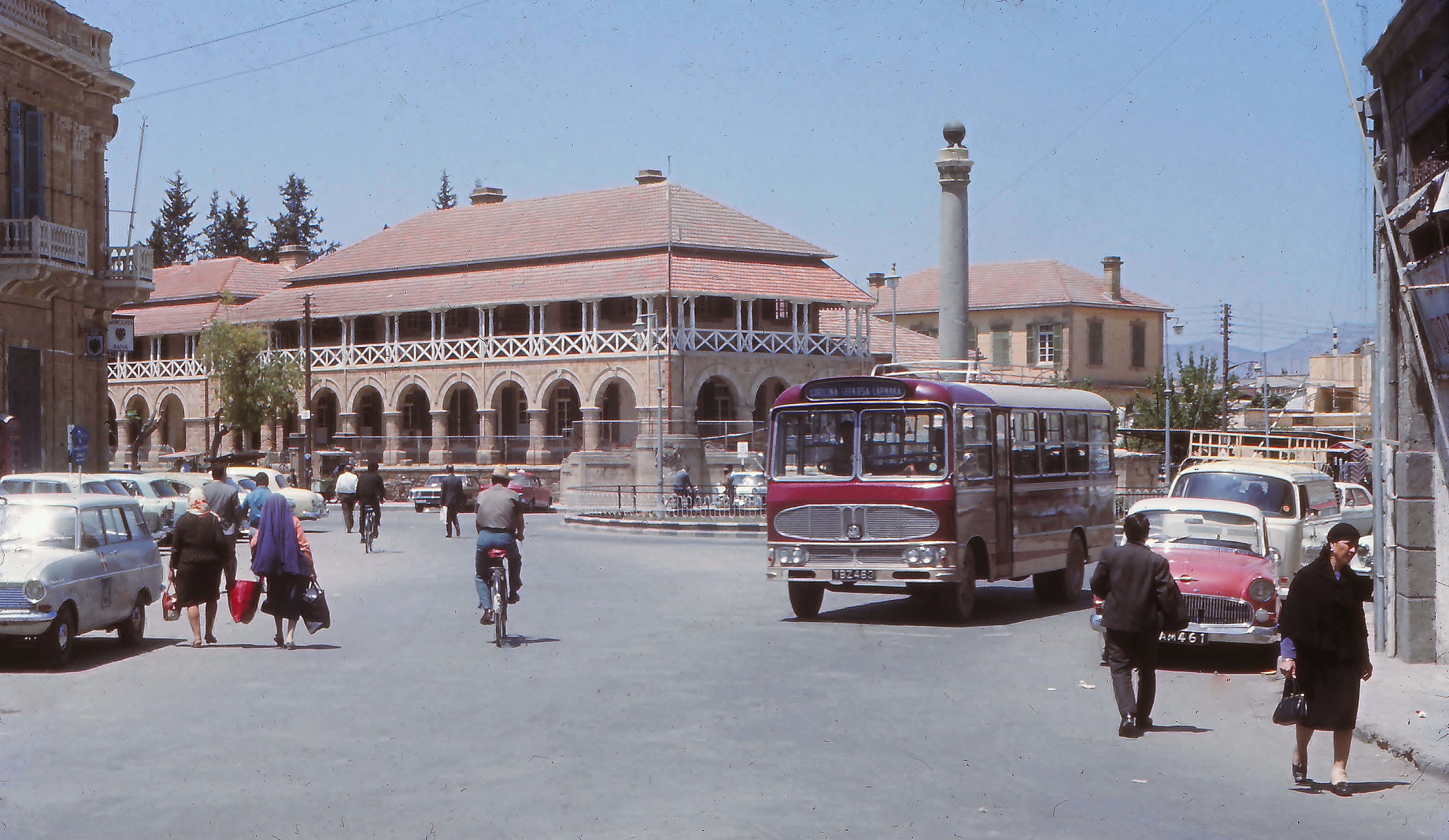
La plaça Sarayönü del nord de Nicòsia el 1969, després de la divisió de la ciutat

Un Xipre unit es va independitzar del domini britànic l'agost de 1960, després que els grecs i els turcoxipriotes acordessin abandonar els seus respectius plans d'unió amb Grècia i la partició. L'acord implicava que Xipre es governés segons una constitució que distribuïa els càrrecs del gabinet, els escons parlamentaris i els llocs de treball de la funció pública en una proporció acordada entre les dues comunitats. Al cap de tres anys, les tensions van començar a mostrar-se entre els grecs i els turcoxipriotes en els afers administratius. En particular, les disputes sobre municipis separats i la fiscalitat van crear un punt mort al govern. El 1963 el president Makarios va proposar canvis unilaterals a la constitució, mitjançant 13 esmenes. Turquia i els turcoxipriotes van rebutjar les esmenes proposades, al·legant que es tractava d'un intent de resoldre les disputes constitucionals a favor dels grecoxipriotes i de degradar l'estatus turc de cofundadors de l'estat a un de minoria, eliminant el seu estatus constitucional. salvaguardes en el procés. Els turcoxipriotes van presentar una demanda contra les 13 esmenes al Tribunal Constitucional Suprem de Xipre (SCCC). Makarios va anunciar que no compliria la decisió de la SCCC, sigui quina fos, i va defensar les seves esmenes com a necessàries "per resoldre els bloquejos constitucionals" en contraposició a la posició de la SCCC.
El 25 d'abril de 1963, la SCCC va decidir que les 13 esmenes de Makarios eren il·legals. La sentència del Tribunal Suprem de Xipre va constatar que Makarios havia violat la constitució en no aplicar plenament les seves mesures i que els turcoxipriotes no havien pogut tornar als seus càrrecs al govern sense acceptar prèviament les esmenes constitucionals proposades. El 21 de maig, el president de la SCCC va dimitir per la posició de Makarios. El 15 de juliol, Makarios va ignorar la decisió de la SCCC. Després de la dimissió del president de la SCCC, la SCCC va deixar d'existir. El Tribunal Suprem de Xipre (SCC) es va formar fusionant el SCCC i el Tribunal Superior de Xipre, i va assumir la jurisdicció i els poders del SCCC i l'HCC. El 30 de novembre, Makarios va legalitzar les 13 propostes. El 1963, l'ala grecoxipriota del govern va crear el pla Akritas que esbossava una política que eliminaria els turcoxipriotes del govern i, finalment, conduiria a la unió amb Grècia. El pla deia que si els turcoxipriotes s'oposaven, haurien de ser "subjugats violentament abans que les potències estrangeres poguessin intervenir".
El 21 de desembre de 1963 hi va haver trets contra una multitud turcoxipriota que s'havia reunit mentre una patrulla de la policia grega detenia dos turcoxipriotes, al·legant que demanaven la identificació; i van morir dos turcoxipriotes. Gairebé immediatament, la violència intercomunària va esclatar amb un important atac paramilitar grec-xipriota contra els turcoxipriotes a Nicòsia i Làrnaca. Tot i que el TMT, un grup de resistència turc creat el 1959 per promoure una política de divisió o partició de Xipre, en oposició al grup nacionalista grecoxipriota EOKA i la seva defensa de la unió de Xipre amb Grècia, va cometre una sèrie d'actes de represàlia; l'historiador del conflicte de Xipre Keith Kyle va assenyalar que "no hi ha dubte que les principals víctimes dels nombrosos incidents que van tenir lloc durant els propers mesos van ser turcs". Set-cents ostatges turcs, inclosos nens, van ser presos dels suburbis del nord de Nicòsia. Nikos Sampson, un nacionalista i futur líder colpista, va dirigir un grup d'irregulars grecoxipriotes al suburbi mixt d'Omorfita i va atacar la població turcoxipriota. A finals de 1964, 364 turcoxipriotes i 174 grecoxipriotes havien estat assassinats.
Els membres turcoxipriotes del govern ja s'havien retirat, creant una administració essencialment grecoxipriota amb el control de totes les institucions de l'estat. Després de l'enfonsament del govern d'associació, l'administració liderada per grec-xipriota va ser reconeguda com el govern legítim de la República de Xipre el febrer de 1964. El setembre de 1964, l'aleshores secretari general de les Nacions Unides, U Thant, va informar que la UNFICYP havia dut a terme una enquesta detallada de tots els danys a les propietats a tota l'illa durant els disturbis, que mostrava que en 109 pobles, la majoria d'ells turcoxipriotes o pobles mixts, 527 cases havien estat destruïdes mentre que 2.000 més havien patit danys per saqueig”. El saqueig generalitzat dels pobles turcoxipriotes va provocar que 20.000 refugiats es retiressin a enclavaments armats, on romangueren durant els següents 11 anys, confiant en aliments i subministraments mèdics de Turquia per sobreviure. Els turcoxipriotes van formar grups paramilitars per defensar els enclavaments, la qual cosa va provocar una divisió gradual de les comunitats de l'illa en dos camps hostils. La violència també havia vist que milers de turcoxipriotes intentaven escapar de la violència emigrant a Gran Bretanya, Austràlia i Turquia. El 28 de desembre de 1967 es va fundar l'Administració Provisional Turcoxipriota.

## Geografia

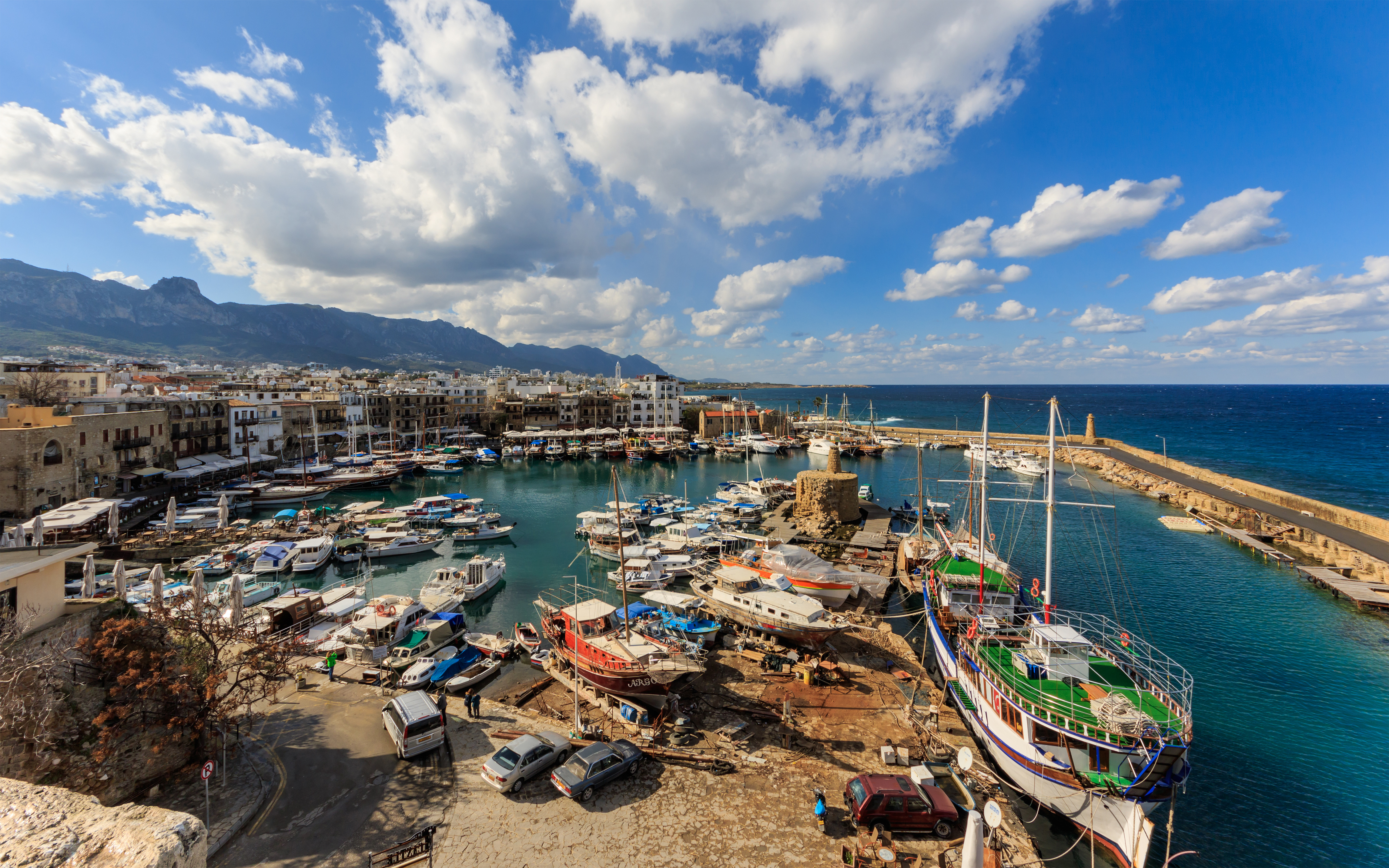
Port de Girne

El nord de Xipre té una superfície de 3.355 km², que representa al voltant d'un terç de l'illa. 75 km al nord del nord de Xipre es troba Turquia, i Síria a 97 km a l'est. Es troba entre les latituds 34° i 36° N i les longituds 32° i 35° E.
La costa del nord de Xipre compta amb dues badies: la badia de Morphou i la badia de Famagusta, i hi ha quatre caps: el cap Apostolos Andreas, el cap Kormakitis, el cap Zeytin i el cap Kasa, sent el cap Apostolos Andreas el punt final de la península de Karpaz. L'estreta serralada de Kyrenia es troba al llarg de la costa nord, i el punt més alt del nord de Xipre, el mont Selvili, es troba en aquesta serralada amb una altitud de 1.024 m. La plana de Mesaoria, que s'estén des del districte de Güzelyurt fins a la costa oriental, és un altre paisatge que defineix. Les planes de Mesaoria consisteixen en camps de pla i petits turons, i estan travessades per diversos rierols estacionals. La part oriental de la plana s'utilitza per a l'agricultura de secà, com el cultiu de blat i ordi i, per tant, són predominantment verds a l'hivern i la primavera, mentre que a l'estiu es torna groc i marró.
El 56,7% de la terra del nord de Xipre és agrícolament viable.

### Biodiversitat

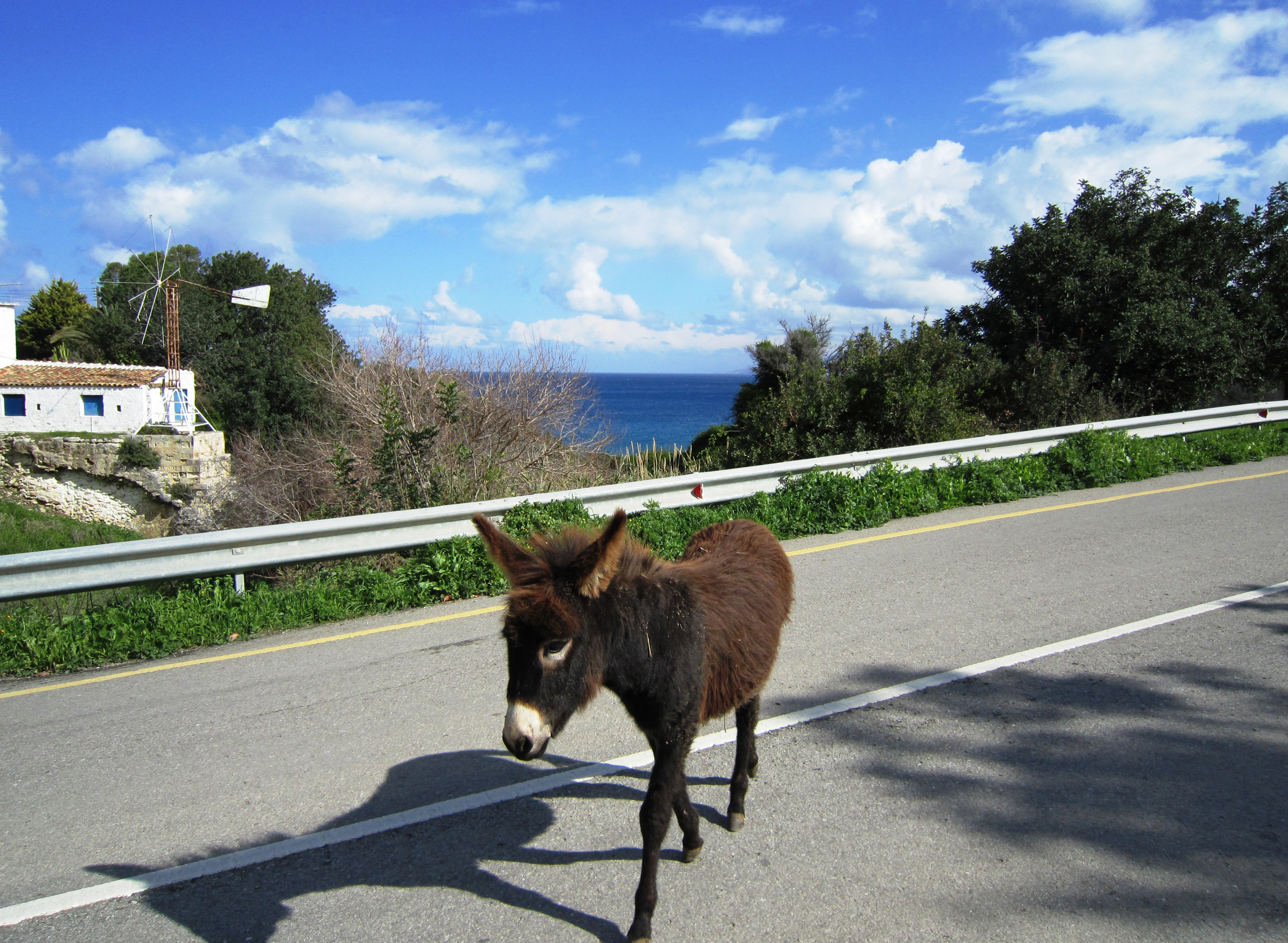
Els rucs salvatges de Xipre habiten la regió principalment remota del nord-est del districte d'İskele.

El nord de Xipre, una part relativament verge de la zona sensible de biodiversitat de la conca mediterrània, té una diversitat ecològica considerable, que conté una gran varietat d'hàbitats terrestres. La seva flora inclou unes 1900 espècies vegetals, de les quals 19 són endèmiques del nord de Xipre. Fins i tot a les zones urbanes, hi ha molta diversitat: un estudi realitzat a les ribes del riu Pedieos al voltant de Nicòsia va trobar més de 750 espècies vegetals diferents. Entre aquestes espècies hi ha 30 de les espècies d'orquídies que són endèmiques de Xipre. Una espècie en perill d'extinció que és objecte de contes i mites populars és el lliri de mar, que es troba a les platges de sorra i en perill d'extinció per l'alteració dels seus hàbitats.
La Tulipa cypria és una espècie notable que és endèmica del nord de Xipre; només es troba als pobles de Tepebaşı/Diorios i Avtepe/Ayios Symeon, i se celebra amb un festival anual.
Al parc nacional de la península de Karpaz al voltant del cap Apostolos Andreas, hi ha una població d'uns 1.000 rucs salvatges de Xipre. Aquests ases, sota la protecció del govern turc-xipriota, són lliures de vagar en ramats per una àrea de 300 km². Els ases s'han guanyat una imatge forta per a la península, que també acull un fauna rica i boscos relativament grans. Les platges del nord de Xipre també inclouen llocs on centenars de tortugues babau i tortugues verdes ponen ous, que desclouen al final de l'estiu, seguits d'observadors.

### Clima

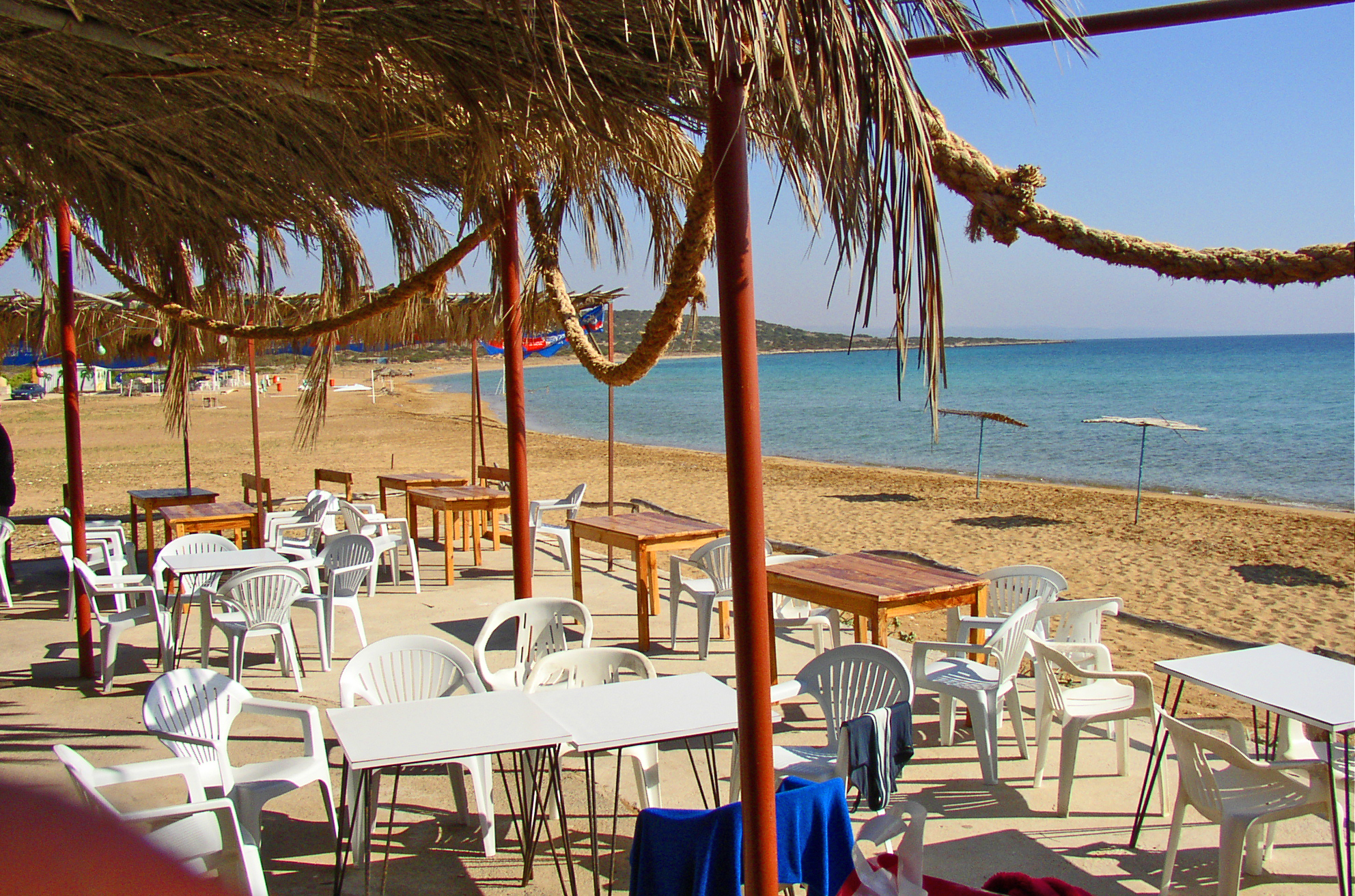
Platja prop de Mehmetcik, districte d'İskele

L'hivern al nord de Xipre és fresc i plujós, sobretot entre desembre i febrer; durant aquests tres mesos, el 60% de les pluges anuals de la regió. Aquestes pluges produeixen torrents hivernals que omplen la majoria dels rius, que normalment s'assequen a mesura que avança l'any. S'ha conegut que la neu cau a la serralada de Kyrenia, però poques vegades en altres llocs malgrat les baixes temperatures nocturnes. La primavera curta es caracteritza per un temps inestable, ocasionals tempestes intenses i el "etesi", o vent de ponent. L'estiu és prou calorós i sec com per tornar marrons les terres baixes de l'illa. Parts de l'illa experimenten el "Poyraz", un vent del nord-oest, o el sirocco, un vent d'Àfrica, sec i polsós. L'estiu va seguit d'una tardor curta i turbulenta.
Les condicions climàtiques de l'illa varien segons factors geogràfics. La plana de Mesaoria, allunyada de les brises d'estiu i de bona part de la humitat del mar, pot arribar a pics de temperatura de 40 a 45 °C (104 a 113 °F). La humitat augmenta a la península de Karpaz. Humitat i temperatura de l'aigua, 16 a 28 °C (61 a 82 °F), es combinen per estabilitzar el clima costaner, que no experimenta extrems a l'interior. La serralada del sud bloqueja els corrents d'aire que aporten pluja i humitat atmosfèrica des del sud-oest, disminuint tots dos al seu costat est.

## Cultura
Derviş Zaim és un director de cinema turcoxipriota, més conegut amb la pel·lícula Çamur (Fang) sobre el problema de la divisió de l'illa. Rüya Taner és una pianista turcoxipriota coneguda.

## Curiositats

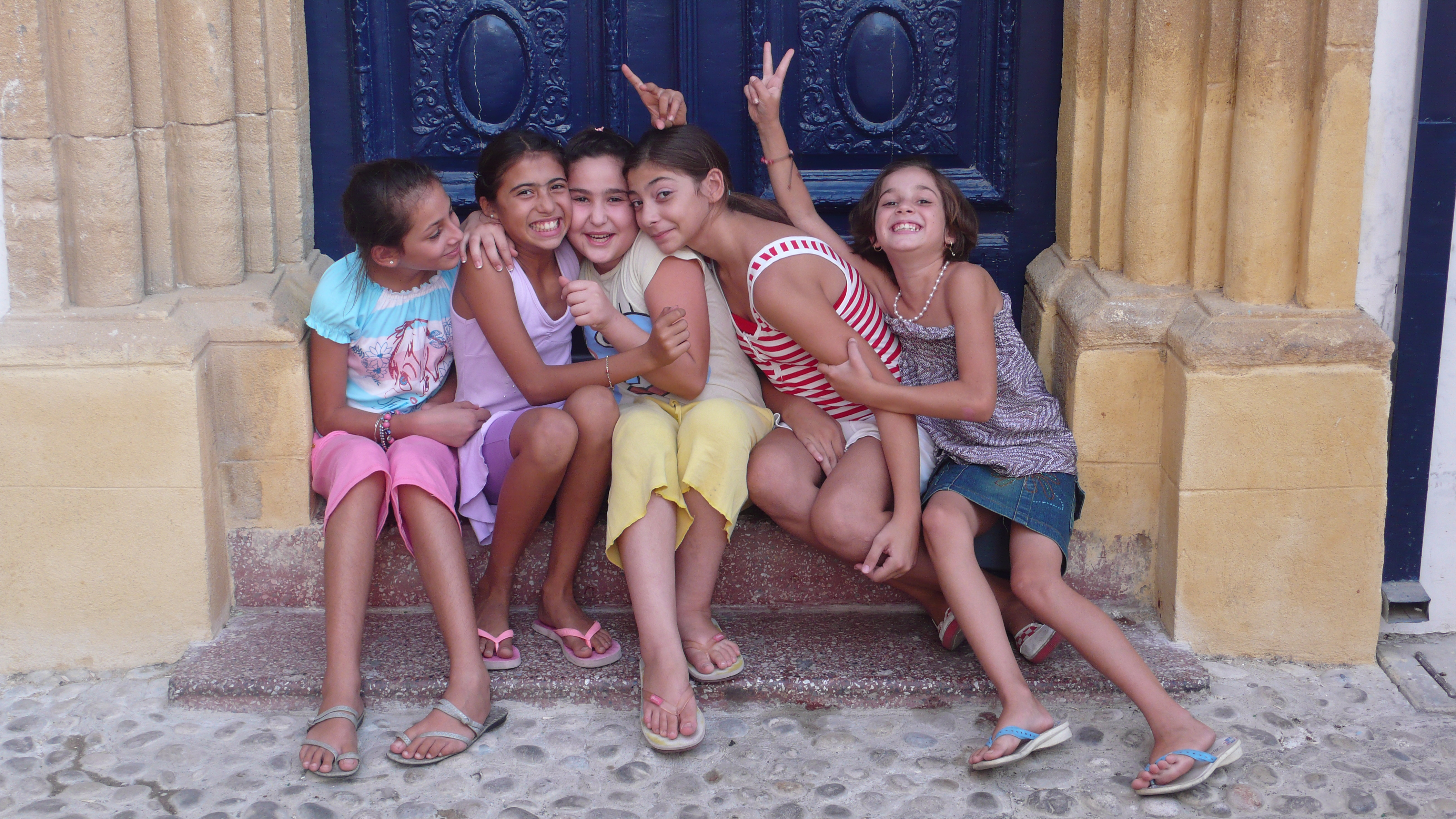
Nenes turcoxipriotes a Nicòsia del Nord

La Unió Postal Universal no reconeix l'RTXN com una entitat separada, i com a tal, tot el correu dirigit a l'RTXN es retorna al remitent com a «destinatari desconegut» (undeliverable). El correu destinat a l'RTXN s'ha d'adreçar primer a través de Turquia, amb direcció «Mersin 10, Turquia».